# (17556) Pierofrancesca
(17556) Pierofrancesca est un astéroïde de la ceinture principale.

## Description
(17556) Pierofrancesca est un astéroïde de la ceinture principale. Il fut découvert le 16 novembre 1993 à Colleverde par Vincenzo Silvano Casulli. Il présente une orbite caractérisée par un demi-grand axe de 2,33 UA, une excentricité de 0,18 et une inclinaison de 1,7° par rapport à l'écliptique.